# مدن روسيا الفدرالية
في الاتحاد الروسي، المدينة الفيدرالية (بالروسية: ород федерального значения) هي إحدى كيانات روسيا الاتحادية. هناك ثلاث مدن اتحادية : موسكو وسانت بطرسبرغ وسيفاستوبول. اثنان منهم هما أكبر المدن في البلاد: موسكو هي العاصمة الوطنية وسانت بطرسبرغ هي عاصمة روسيا السابقة ومدينة ساحلية مهمة في بحر البلطيق. سيفاستوبول هي أحدث مدينة فيدرالية، وتقع في القرم المتنازع عليها، والتي ضمها الاتحاد الروسي في عام 2014.
| خريطة | رمز | أيزو 3166-2:RU | الاسم        | العلم | الشعار | المنظقة الفدرالية | منطقة اقتصادية   | المساحة (كم2) | عدد السكان (تقدير 2017) |
| ----- | --- | -------------- | ------------ | ----- | ------ | ----------------- | ---------------- | ------------- | ----------------------- |
| 1     | 77  | RU-MOW         | موسكو        |       |        | مركزية            | الوسطى           | 2,561.5       | 12,506,468              |
| 2     | 78  | RU-SPE         | سانت بطرسبرغ |       |        | شمالية غربية      | الشمالية الغربية | 1,439         | 5,351,935               |
| 3     | 92  | (لا يوجد)      | سيفاستوبول   |       |        | جنوبية            | شمال القوقاز     | 864           | 436,670                 |

## الملاحظات
1. ↑  القرم، بما في ذلك مدينة سيفاستوبول، متنازع عليه حاليًا. منذ فبراير 2014، أصبحت شبه جزيرة القرم تحت السيطرة الروسية الفعلية، لكن أوكرانيا ومعظم الدول تعترف بشبه جزيرة القرم جزء من أوكرانيا.